# Municipio de Placetas
Municipio de Placetas är en kommun i Kuba.   Den ligger i provinsen Provincia de Villa Clara, i den centrala delen av landet, 290 km öster om huvudstaden Havanna. Antalet invånare är 71 208. Arean är 601 kvadratkilometer.
Terrängen i Municipio de Placetas är platt söderut, men norrut är den kuperad.